# Schloss Brzyska

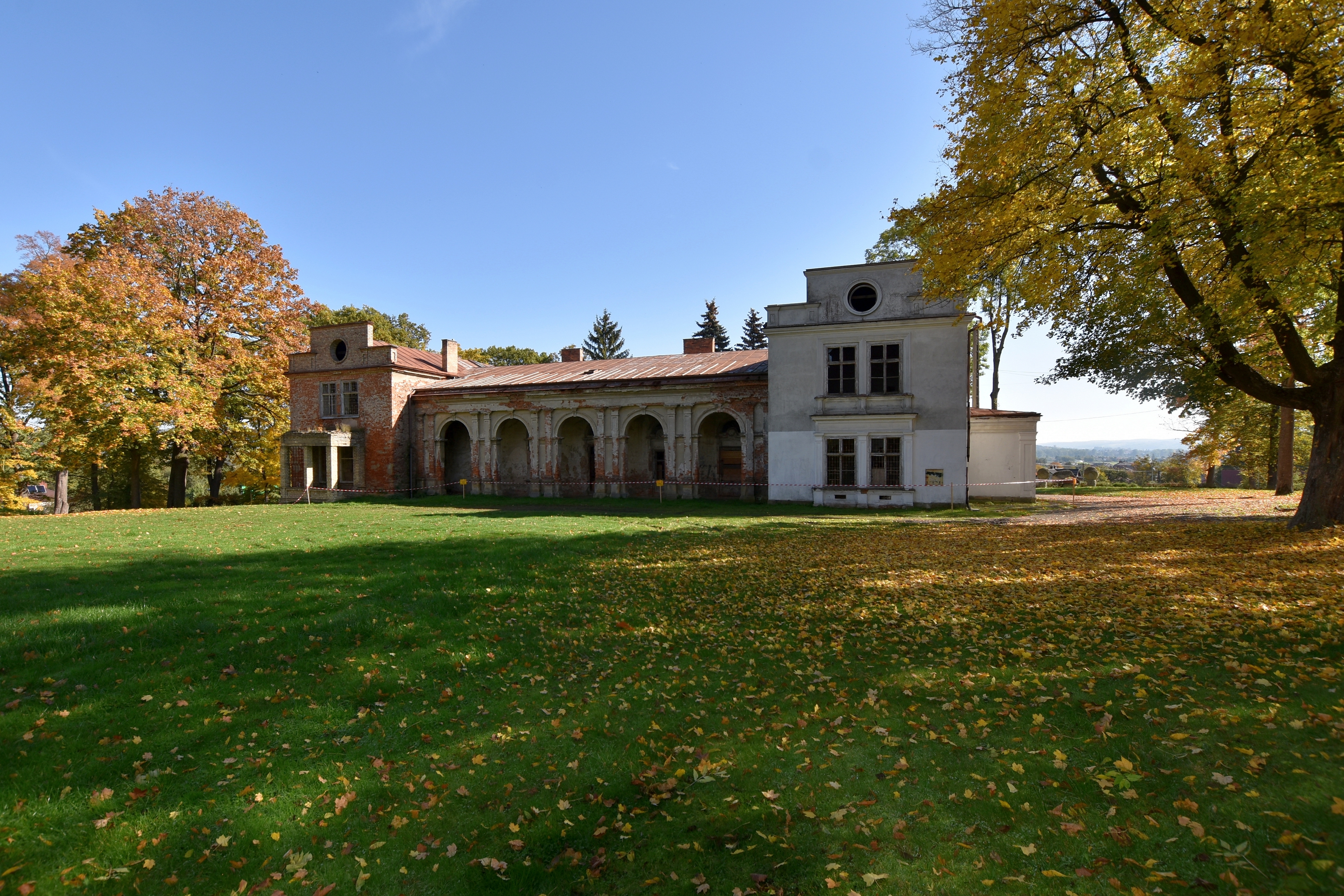
Gartenansicht

Das Schloss Brzyska (polnisch Pałac w Brzyskach) ist eine Schlossruine in Brzyska, in der Nähe von Jasło. Das Schloss gehörte dem polnischen Adelsgeschlecht Kotarski.

## Lage
Die Burg liegt im Jasło-Krosno-Becken in der Gemeinde Bircza.

## Geschichte
An der Stelle des Schlosses stand im 17. Jahrhundert ein Barockpalais. Dieses wurde im 19. Jahrhundert im Stil der Neorenaissance wahrscheinlich nach den Plänen von Filip Pokutyński umgebaut. Um das Schloss wurde ein englischer Garten angelegt. Das Schloss blieb bis zum Zweiten Weltkrieg im Besitz der Kotlarski, die nach 1945 enteignet wurde. Der Fürstin Helena Kotarska wurde jedoch gestattet bis zu ihrem Tod 1950 zwei Räume im Schloss zu nutzen. Danach wurde das Schloss von verschiedenen öffentlichen Stellen als Schule, Verwaltungsgebäude und Postamt genutzt. Derzeit ist das Gebäude ungenutzt und verfallen.